# Sheridan (Wyoming)
Sheridan é uma cidade localizada no estado norte-americano de Wyoming, no Condado de Sheridan.

## Demografia
Segundo o censo norte-americano de 2000, a sua população era de 15.804 habitantes.
Em 2006, foi estimada uma população de 16.429, um aumento de 625 (4.0%).

## Geografia
De acordo com o United States Census Bureau tem uma área de
22,0 km², dos quais 22,0 km² cobertos por terra e 0,0 km² cobertos por água.

## Localidades na vizinhança
O diagrama seguinte representa as localidades num raio de 56 km ao redor de Sheridan.